# Экстремофилы

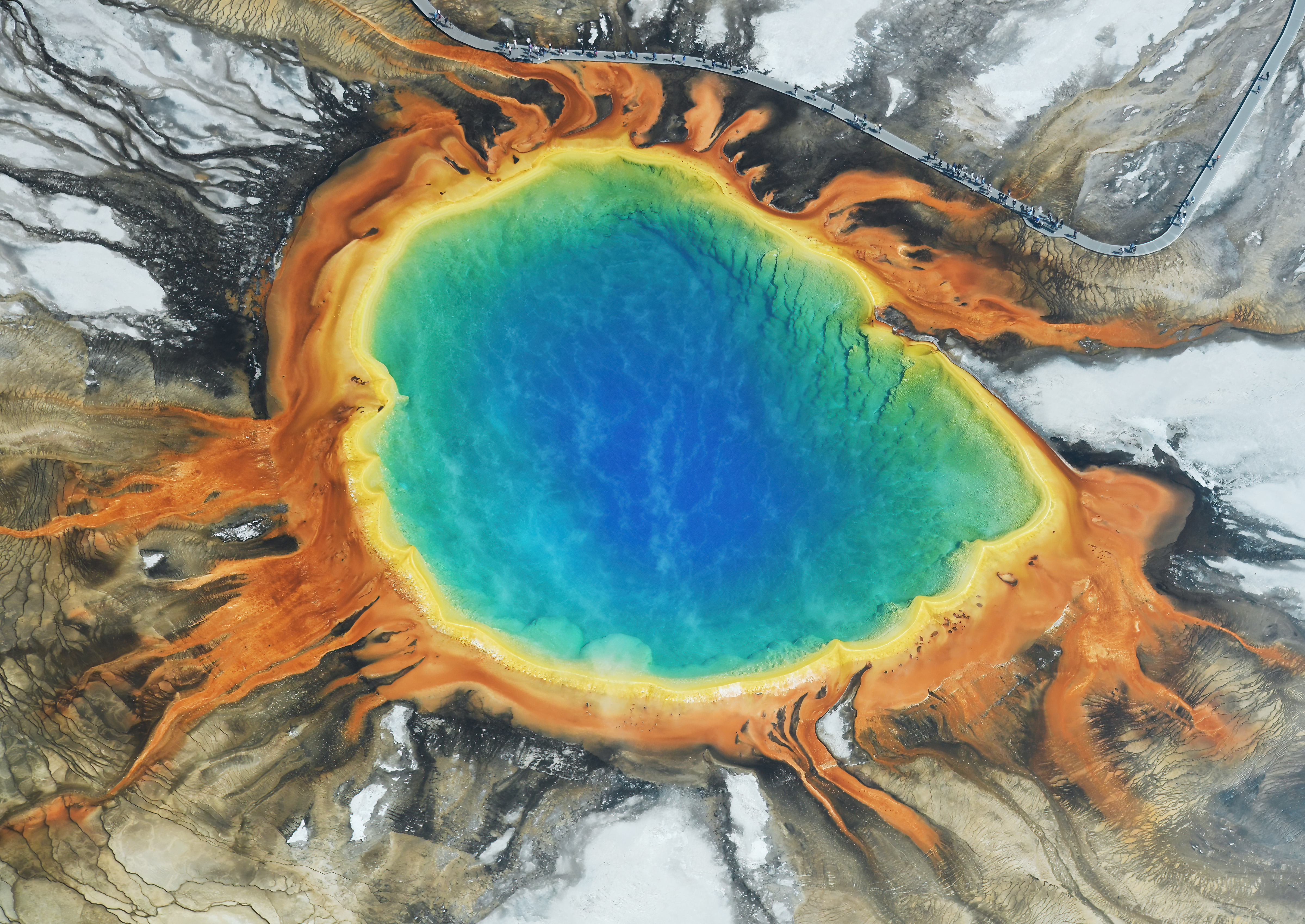
Яркие цвета Большого призматического источника в национальном парке Йеллоустон — результат жизнедеятельности термофилов

Экстремофи́лы (от лат. extremus — «экстремальный» и др.-греч. φιλία — «любовь») — совокупное название для живых существ (в том числе бактерий и микроорганизмов), способных жить и размножаться в особо суровых условиях окружающей среды (экстремально высокие или низкие значения температуры, давления, кислотности, кислорода и т.п.). По сравнению с ними организмы, обитающие в более умеренной среде, могут быть названы мезофилами или нейтрофилами.

## Характеристики
В 1980-х и 1990-х годах биологи обнаружили, что микробная жизнь обладает удивительной гибкостью к выживанию в экстремальных местах обитания — например, в нишах, чрезвычайно горячих или кислотных, которые были бы абсолютно негостеприимными для более сложно устроенных организмов. Некоторые учёные даже заключили, что жизнь на Земле могла зародиться в подводных гидротермальных источниках на дне океана. Согласно астрофизику Штайн Зигурдсону: «Были обнаружены жизнеспособные споры бактерии возрастом 40 миллионов лет, и мы знаем, что они очень устойчивы к радиации». В феврале 2013 года учёные сообщили об обнаружении бактерии, обитающей в холоде и темноте озера, захоронённого под полумильной толщей льда в Антарктиде. 17 марта 2013 года исследователи представили данные, предполагающие обилие микробной жизни на дне Марианской впадины. Другие учёные опубликовали схожие исследования, обнаружив микробы, обитающие внутри скал на глубине 579 метров ниже морского дна, под 2590 метрами океана у берегов северо-западных Соединённых Штатов. Как сказал один из исследователей: «Вы можете обнаружить микробы повсюду — они чрезвычайно приспособляемы к условиям и выживают, где бы они ни находились».

## Морфология
Большинство известных экстремофилов — микробы. В частности, способностью переносить суровые условия известны археи, но называть экстремофилами всех архей ошибочно: некоторые из них — мезофилы. Экстремофилов много и среди разнообразных бактерий. Есть они даже среди многоклеточных: в экстремальных условиях обнаружены первичноротые животные, включая помпейского червя, психрофильных гриллоблаттид (насекомые) и антарктического криля (ракообразные). Экстремофилов напоминают тихоходки, но хотя они и могут выжить в экстремальных условиях, они не считаются экстремофилами, потому что не приспособлены к жизни в таких условиях. Вероятность их смерти в экстремальной среде со временем растёт.

## Классификация
Выделяется множество классов экстремофилов в соответствии с тем, как их экологическая ниша отличается от мезофильных условий. Эти классификации не являются взаимоисключающими. Многие экстремофилы подпадают под несколько категорий сразу и называются полиэкстремофилами. Например, организмы, живущие внутри горячих скал глубоко под поверхностью Земли являются термофильными и барофильными, подобно Thermococcus barophilus. Полиэкстремофил, обитающий на вершине горы в пустыне Атакама может оказаться устойчивым к радиации ксерофилом, психрофилом и олиготрофным организмом. Полиэкстремофилы хорошо известны своей способностью переносить как высокие, так и низкие уровни кислотности.

### Термины
Ацидофил — организм с оптимальным ростом при уровнях рН 3 или ниже.
Алкалифил — организм с оптимальным ростом при уровнях рН 9 или выше.
Анаэроб — организм, которому не требуется кислород для роста, такой как Spinoloricus cinziae. Существуют два подвида: факультативные анаэробы и облигатные анаэробы. Факультативные анаэробы могут вынести анаэробные и аэробные условия; однако, облигатный анаэроб погибнет даже в присутствии незначительного количества кислорода.
Криптоэндолит — организм, живущий в микроскопических пространствах внутри скал, таких, как поры между зёрен заполнителей; они также могут быть названы эндолитами, термин, который включает в себя организмы, населяющие трещины, водоносные горизонты и разломы, заполненные подземными водами глубоко под поверхностью земли.
Галофил — организм, живущий в соляных растворах с содержанием NaCl 25—30 %.
Гипертермофил — организм, который может развиваться при температурах от +80 до +122 °C, встречается в гидротермальных системах.
Гиполит — организм, живущий под камнями в холодных пустынях.
Капнофил — организм, которому для своей жизнедеятельности требуется углекислый газ в концентрации 10—15 %.
Литоавтотроф — организм (обычно бактерия), чьим единственным источником углерода является двуокись углерода и экзэргоническое неорганическое окисление (хемолитотрофы), подобный Nitrosomonas еurораеа; эти организмы способны получать энергию от восстановленных минеральных соединений, таких как пирит, и принимают активное участие в геохимическом круговороте и выветривании материнской породы, таким образом формируя почву.
Металлотолерантный организм способен выносить высокие уровни растворённых тяжёлых металлов в растворе, таких как медь, кадмий, мышьяк и цинк; примеры включают Ferroplasma sp., Cupriavidus metallidurans и GFAJ-1.
Олиготроф — организм, способный расти в питательно ограниченных условиях.
Осмофил — организм, способный жить в растворах с чрезвычайно высокой концентрацией осмотически активных веществ и соответственно при высоком осмотическом давлении (например, микроскопические грибки, употребляющие мёд в качестве субстрата).
Пьезофил (также упоминается как барофил) — организм, оптимально живущий при высоких давлениях, которые достигаются глубоко в океане или под землёй; обычны в глубоких недрах земли, а также в океанических впадинах.
Полиэкстремофил (от латинского и древнегреческого «любовь ко многим крайностям») является организмом, экстремофильным в более, чем одной категории.
Психрофил/криофил — организм, способный на выживание, рост или размножение при температуре +10 °С и ниже в течение длительного периода; распространены в холодных почвах, вечной мерзлоте, полярном льду, холодной морской воде, или на/под альпийским снежным покровом.
Радиорезистентные организмы устойчивы к высоким уровням ионизирующего излучения, наиболее часто к ультрафиолетовому излучению.
Термофил — организм, процветающий при температурах от +45 до +122 °C.
Термоацидофил — сочетание термофила и ацидофила, предпочитает температуру от +70 до +80 °С и рН 2-3.
Ксерофил — организм, который может расти в очень сухих, обезвоженных условиях; почвенные микробы в пустыне Атакама служат примером данному типу.

## Астробиология
Область астробиологии связана с теориями возникновения жизни, такими как панспермия, а также затрагивает вопросы о распределении, природе и будущем жизни во Вселенной. В ней экологи-микробиологи, астрономы, планетарные учёные, геохимики, философы и исследователи, конструктивно сотрудничая друг с другом, направляют усилия на поиск жизни на других планетах. Астробиологи особенно заинтересованы в изучении экстремофилов, так как многие организмы данного типа способны выжить в условиях, аналогичных тем, которые как известно, существуют на других планетах. Например, на Марсе могут быть области глубоко под поверхностью вечной мерзлоты, укрывающие сообщества эндолитов. Водный океан под поверхностью Европы, спутника Юпитера, гипотетически может содержать жизнь в глубинных гидротермальных источниках.
Недавние исследования, проведённые над экстремофилами в Японии, состояли из множества бактерий, включая Escherichia coli и Paracoccus denitrificans, которых подвергли условиям экстремальной силы тяжести. Бактерии выращивались в ультрацентрифуге на высоких скоростях, соответствующих 403627 g (то есть в 403627 раз большая сила тяжести, чем на Земле). Paracoccus denitrificans была одной из бактерий, продемонстрировавшей не только выживание, но также устойчивый клеточный рост в условиях сверхускорения, которые обычно можно найти только в космических условиях, например, на очень массивных звёздах или в ударных волнах сверхновых. Анализ показал, что небольшой размер клеток прокариот имеет важное значение для успешного роста при гипергравитации.
26 апреля 2012 года учёные[уточнить] сообщили, что лишайник выжил и показал замечательные результаты на способность к адаптации фотосинтетической активности в течение 34 дней имитационного моделирования марсианских условий, проведённых в Mars Simulation Laboratory (MSL), Германского центра авиации и космонавтики (DLR).
29 апреля 2013 года учёные Политехнического института Ренсселера, спонсируемого НАСА, сообщили, что за время космического полёта на Международную космическую станцию микробы адаптируются к космической среде в «не наблюдаемом на Земле» смысле и таким образом «могут привести к увеличению роста и вирулентности».
19 мая 2014 года учёные[уточнить] объявили, что многочисленные микроорганизмы, такие как Tersicoccus phoenicis, могут быть устойчивыми к методам, обычно используемым в чистых помещениях для сборки космических аппаратов. Пока не известно, могли ли стойкие микробы выдержать космическое путешествие и есть ли они сейчас на марсоходе «Кьюриосити», находящемся на Марсе.
20 августа 2014 года учёные[уточнить] подтвердили существование микроорганизмов, живущих в полумиле подо льдом Антарктиды.
20 августа 2014 года российские космонавты сообщили об обнаружении планктона на внешней поверхности иллюминатора Международной космической станции, но затруднились объяснить, как он там оказался.
В феврале 2017 года специалисты Института астробиологии NASA под руководством Пенелопы Бостон обнаружили живые организмы, находящиеся внутри гигантских кристаллов селенита в шахтах под городом Найка мексиканского штата Чиуауа. Они находятся над магматическим карманом, поэтому температура здесь держится на уровне +60 ºС. Микроорганизмы находились в кристаллах в течение около 60 тысяч лет в состоянии геолатентности (оставались жизнеспособными), но не проявляли активности. Установлено, что для выживания бактерии, вирусы[уточнить] и археи «использовали» оксид меди, марганец, сульфиды и железо; переработка этих веществ обеспечивала их энергией.

## Примеры
Часто распознаются новые подтипы «-филов», и список подкатегорий экстремофилов постоянно растёт. Например, микробная жизнь существует в озере из жидкого асфальта Пич-Лейк. Исследования показывают, что популяции экстремофилов населяют асфальтовое озеро в диапазоне 106 — 107 клеток/грамм. Кроме того, до недавнего времени устойчивость к бору была неизвестна, но среди бактерий был открыт сильный борофил. После недавней изоляции бактерии Bacillus boroniphilus борофилы стали предметом споров. Исследование этих прокариот может помочь в выяснении причин опасности избытка и нехватки бора.

## Промышленное использование
Термоалкалифильная каталаза, инициирующая распад перекиси водорода на кислород и воду, была выделена из организма Thermus brockianus, найденного в Йеллоустонском национальном парке исследователями национальной лаборатории Айдахо. Каталаза действует в диапазоне температур от +30 °C до +94 °С и значении рН 6-10. Она чрезвычайно стабильна по сравнению с другими каталазами при высоких температурах и рН. В сравнительном исследовании, каталаза Т. brockianus показала период полураспада 15 дней при +80 °С и рН 10, а каталаза, полученная из Aspergillus niger имела период полураспада 15 секунд при тех же условиях. Каталазе найдётся применение в удалении перекиси водорода в промышленных процессах, таких как целлюлозно-бумажное и текстильное отбеливание, пищевая пастеризация и обеззараживание поверхности упаковок пищевых продуктов.
ДНК-модифицирующие ферменты, такие как термостабильная ДНК-полимераза и некоторые ферменты Bacillus, используемые в клинической диагностике и при разжижении крахмала, производятся на коммерческой основе несколькими биотехнологическими компаниями.

## Перенос ДНК
Известно более 65 видов прокариот, изначально способных к генетической трансформации: умении переносить ДНК из одной клетки в другую, с последующим включением ДНК донора в хромосому клетки-реципиента. Некоторые экстремофилы способны осуществлять видоспецифический перенос ДНК, как описано ниже. Тем не менее, пока не ясно, часто ли такие возможности встречаются среди экстремофилов.
Бактерия Deinococcus radiodurans один из самых известных радиорезистентных организмов. Эта бактерия также переносит холод, обезвоживание, вакуум и кислоту и поэтому является полиэкстремофилом. D. radiodurans способна производить генетическую трансформацию. Клетки реципиента могут восстанавливать повреждения ДНК в трансформирующей ДНК донора, вызванные УФ излучением, так же эффективно, как они восстанавливают клеточную ДНК, когда сами клетки облучаются.
Крайне термофильные бактерии Thermus thermophilus и другие родственные виды Thermus способны к генетической трансформации. Halobacterium volcanii, крайне галофильный архей, также способен к естественной генетической трансформации. Между клетками образуются цитоплазматические мостики, которые используются для переноса ДНК от одной клетки к другой в любом направлении.
Sulfolobus solfataricus и Sulfolobus acidocaldarius являются гипертермофильными археями. Воздействие на эти организмы ДНК-повреждающих агентов: УФ излучения, блеомицина или митомицина С, вызывает видоспецифическую клеточную агрегацию. Клеточная агрегация С. acidocaldarius, вызванная ультрафиолетом, посредничает в обмене хромосомного маркера с высокой частотой. Скорость рекомбинации на три порядка выше, чем у не индуцированных культур. Frols и др. и Ajon и др. предположили, что клеточная агрегация улучшает видоспецифичный перенос ДНК между клетками Sulfolobus, для восстановления поврежденной ДНК с помощью гомологичной рекомбинации. Van Wolferen и др. отметили, что этот процесс обмена ДНК может иметь решающее значение в условиях повреждающих ДНК, таких как высокие температуры. Он также предположил, что перенос ДНК в Sulfolobus может быть ранней формой сексуального взаимодействия, схожей с более хорошо изученными системами бактериальной трансформации, которые включают видоспецифический перенос ДНК, приводящий к гомологичной рекомбинационной репарации повреждений ДНК (см. Трансформация (генетика)).
Внеклеточные мембранные везикулы могут быть вовлечены в передачу ДНК между различными видами гипертермофильных археев. Было показано, что плазмиды, как и вирусный геном могут быть переданы посредством мембранных везикул. В особенности, был зарегистрирован горизонтальный перенос плазмид между гипертермофильными Thermococcus и Methanocaldococcus видами, соответственно принадлежащими к отрядам Thermococcales и Methanococcales.